# 25560 Chaihaoxi
25560 Chaihaoxi (tên chỉ định: 1999 XD173) là một tiểu hành tinh vành đai chính. Nó được phát hiện bởi dự án Nghiên cứu tiểu hành tinh gần Trái Đất Lincoln ở Socorro, New Mexico, ngày 10 tháng 12 năm 1999. Nó được đặt theo tên Chai Haoxi, a Chinese high school student whose plant sciences team project won second place ở the 2009 Giải thưởng Khoa học và Kỹ thuật Intel.